# Catholic Theological Union
La Catholic Theological Union (CTU) è un collegio e seminario cattolico a Chicago, Illinois, Stati Uniti d'America.
Fondata nel quartiere di Hyde Park dall’unione di tre scuole appartenenti ad altrettanti istituti religiosi, è oggi sostenuta da 23 congregazioni. È tra le principali scuole teologiche cattoliche nel mondo anglofono e forma sia laici che religiosi per incarichi pastorali nella Chiesa cattolica.

## Storia
Fu fondata nel 1968 grazie alla collaborazione tra i Francescani, i Passionisti e i Serviti, che unirono i propri programmi formativi. Oggi è sostenuta da ventitré congregazioni religiose. La CTU accoglie studenti provenienti da vari Paesi e forma sia religiosi che laici, uomini e donne. Dispone della biblioteca Paul Bechtold, specializzata in teologia pastorale, dialogo ecumenico e interreligioso. L’istituto cura anche due pubblicazioni accademiche: New Theology Review e Theophilus.
Tra gli ex studenti figura Papa Leone XIV, che ha frequentato la CTU prima della sua elezione al pontificato.